# Robert I av Neapel

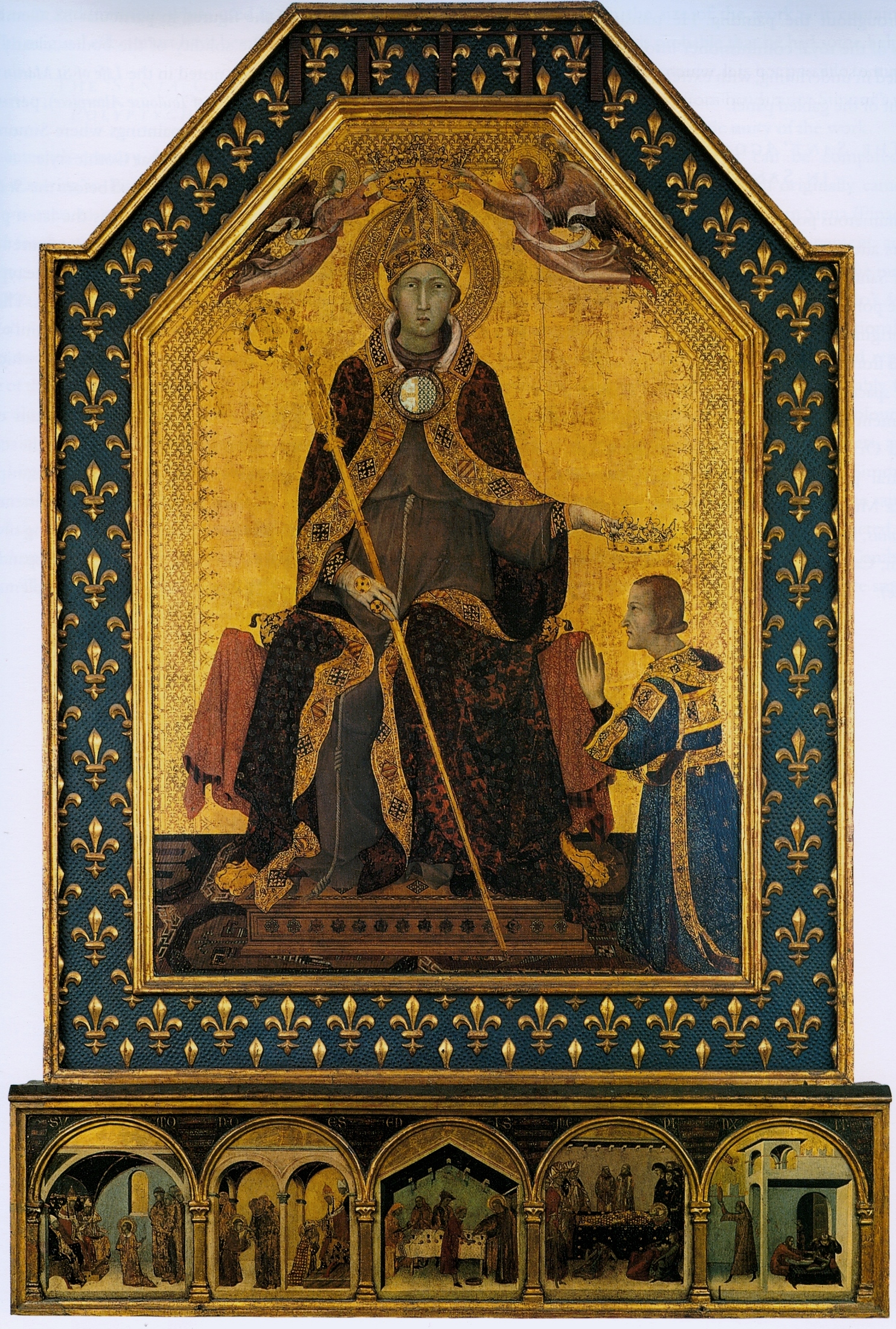
Den helige Ludvig av Toulouse kröner sin bror Robert av Neapel. Retabel av Simone Martini från år 1317.

Robert av Neapel, även Robert av Anjou, Robert den gode, Robert den vise och Roberto il Saggio, född 1277, död 20 januari 1343, var kung av Neapel, titulär kung av Jerusalem och greve av Provence från 1309 till sin död 1343 och en centralfigur i italiensk politik under den tiden. Han var den tredje äldste sonen, men förste som överlevde fadern, till Karl II av Anjou (även han kung av Neapel) och Maria Arpad av Ungern. Under sin fars livstid, mellan åren 1296 och 1309, bar han titeln hertig av Kalabrien.

## Biografi
Under den sicilianska aftonsången, ett sicilianskt uppror mot den franska överheten, var Robert fängslad som gisslan av Peter III av Aragonien. Efter att äldre brodern Karl Martell avlidit blev han arvinge till kungadömet Neapel. Hans brorson hade också rätt att kräva kronan men var upptagen av ungersk politik, och blev sedermera också kung under namnet Karl I Robert. För att underlätta arvsrätten gifte han sig med Jakob II av Aragoniens dotter Jolanda, i utbyte mot att Jakob avsade sig titeln. Trots det motsatte sig de neapolitanska ledarna honom och utsåg istället Jakobs bror Fredrik III. Kriget fortsatte och i och med freden i Caltabellotta förlorade Robert och huset Anjou Sicilien för alltid. Kungadömet Neapel begränsade sig från och med detta till södra delen av italienska fastlandet. 
Robert av Neapel var ledare för de påvetrogna guelferna i Italien, och alltså motståndare till tysk-romerske kejsaren Henrik VII och dennes ghibelliner. Efter Henrik VII:s död år 1313 och guelfernas reaktion mot ghibellinernas ledare i norra Italien Matteo Visconti och Cangrande della Scala såg det ut som om Robert av Neapel skulle bli skiljedomare över Italien. När han redan blivit en ledare med stora egendomar i Piemonte ökade hans inflytande ytterligare när påven utsåg honom till senator av Rom och när han blev herre av Genua och Brescia och från och med 1317 innehade den påvliga titeln vacante imperio under tysk-romerske kejsaren frånvaro från Italien. Efter guelfernas seger delades partiet i svarta och vita, där de svarta var fortsatt påvetrogna medan de vita närmade sig kejsaren.
År 1328 stred han mot en annan tysk-romersk kejsare, Ludvig IV Bayraren, och 1330 tvingade han Henrik VII:s son, kungen av Böhmen, Johan den blinde att ge upp norra Italien. Robert av Neapels herravälde över Italien skuggades bara av Anjous förlust av Sicilien.
Robert av Neapel överlevde sin son Karl och regerade till sin död 1343, då han efterträddes av sin 16-åriga sondotter Johanna. Johanna hade då varit trolovad med den 15-årige Andreas av Kalabrien i tio år. Andreas var hennes syssling, son till Karl I Robert. Det visade sig att Robert av Neapel hade testamenterat sina titlar till Andreas. Johanna bestred arvet och fick stöd bland annat av påven Clemens VI. Andreas lönnmördades två år senare. Arvstvisten ledde till strider som till sist avslutade ätten Anjous ledarskap över Neapel.

## Arv
Robert av Neapel kallades "Italiens fredsmäklare" på grund av de grundläggande förändringar som han åstadkom i Neapel. Staden och staten dominerades av toskanska handelsmän som reste byggnader, monument och statyer som drastiskt förändrade Neapel från smutsig hamnstad till medeltida mönsterstad. Tino di Camaino fick i uppdrag att skapa graven där hans son vilar och Giotto målade flera verk till Robert av Neapel. Universitetet blomstrade under kungens styre som trots det avfärdades som re di sermone, kung av ord, av hans politiske motståndare Dante, som tillhörde den vita falangen av guelferna.
Robert av Neapel har fått sitt sista vilorum i basilikan Santa Chiara i Neapel.

## Familj
- Första hustrun, Jolanda av Aragonien, hertiginna av Kalabrien
  - Karl (1298–1328), far till Johanna I av Neapel
  - Ludvig (1301–1310)
- Andra hustrun, Sancha av Mallorca
- Okänd älskarinna, möjligen Sibilla Sabran, hustru till greve Tommaso IV di Aquino[5]
  - Maria d'Aquino (Boccaccios Fiammetta)
- Okänd älskarinna
  - Helene d'Anjou, som gifte sig med Andrea Thopia, Lord av Matija